# Kalle Päätalo
Kaarlo (Kalle) Alvar Päätalo (11 de noviembre de 1919- 20 de noviembre de 2000) fue un novelista finlandés, el más popular del siglo XX.

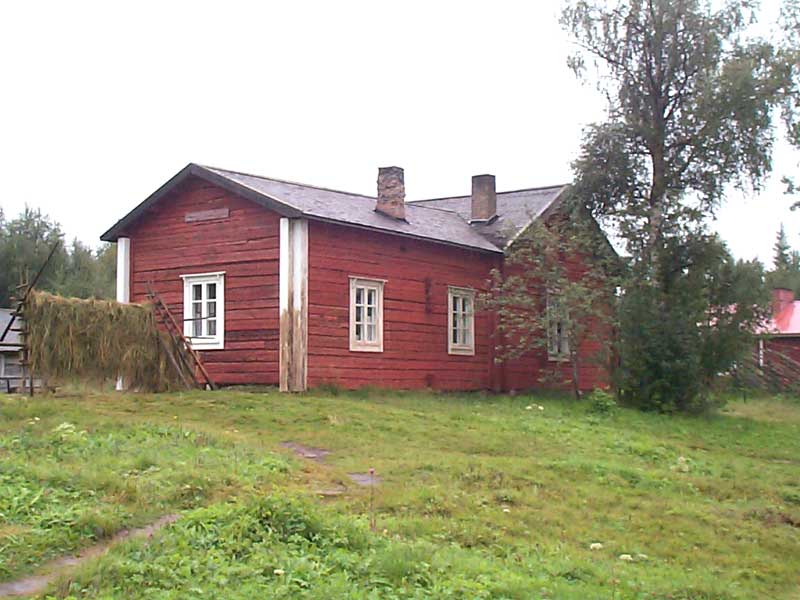
La casa de Kallioniemi fue el hogar de Kalle Päätalo durante su infancia. Fue construida por su padre.

Päätalo nació en Taivalkoski, en la provincia de Oulu en un hogar pobre.
Su padre, un leñador, sufría desórdenes mentales periódicos y Kalle tuvo que mantener a su familia a partir de los 14 años ejerciendo la profesión de su padre.
Al mismo tiempo, soñaba convertirse en escritor y leía ávidamente, siendo muy influido por Martin Eden de Jack London y la guía de Mika Waltari para aspirantes a escritores.
Sirvió en la Guerra de Invierno y la Guerra de Continuación y fue herido en combate y licenciado.
Tras las guerras se mudó a Tampere donde estudió en una escuela técnica, convirtiéndose en contratista de obras y escribió cuentos que fueron publicados en varias revistas. 
Se casó dos veces y tuvo dos hijas de su segundo matrimonio.
Debutó como novelista en 1958 con una novela ambientada en una construcción de Tampere.
En su segunda novel El pan nuestro de cada día el primero de la serie de cinco Koillismaa, regresó a su región nativa.
Para entonces, Päätalo pudo convertirse en escritor por libre, y desde 1962 hasta su muerte publicó un libro cada año.
En 1971 publicó el que sería el primer volumen de una serie de veintiséis Juuret Iijoen törmässä posiblemente el relato autobiográfico más extenso del mundo (en total unas 17.000 páginas).
La serie traza la vida de Päätalo desde su tierna infancia hasta la publicación de su primera novela, ofreciendo al mismo tiempo un interesante visión de cuatro décadas de la historia finlandesa desde un punto de vista personal.
Aunque los primeros libros de Päätalo tuvieron buenas reseñas, la actitud crítica hacia sus escritos pronto se volvió negativa mientras su popularidad se mantenía. 
Alguno encontraba tediosa la lentitud de su narración y su fijación por nimiedades mientras sus innumerables fanes, especialmente entre su propia generación, estaban fascinados por la abundancia de detalles, la meticulosa reconstrucción del pasado.
Los otros puntos fuertes del estilo de Päätalo son su absoluta sinceridad hacia el lector –parecía no dejar nada de su vida sin revelar, aunque su escritura no es nunca exclusivamente sensacional- y su talentoso uso del finés, especialmente su dialecto natal.
Recientemente muchos críticos han comenzado a ver sus obras de otra manera y han atraído la atención de lectores jóvenes.
En reconocimiento a su carrera, Päätalo recibió la medalla Pro Finlandia y el título de catedrático en 1978 y es doctor honoris causa por la Universidad de Oulu en 1994.
Conocido como "el rey de las reimpresiones" por el extraordinario éxito de sus libros, Päätalo publicó en vida treinta y nueve novelas, dos colecciones de relatos y una obra de teatro. Póstumamente se editarían más cuentos.
Cuatro de sus libros han sido llevados a la gran pantalla y los cinco volúmenes de Koillismaa han sido traducidos al inglés por Richard Impola.

## Obra

### Serie Koillismaa
- Koillismaa (1960)
- Selkosen kansaa (1962)
- Myrsky Koillismaassa (1963)
- Myrskyn jälkeen (1965)
- Mustan lumen talvi (1969)

### Serie Iijoki
- Huonemiehen poika (1971)
- Tammettu virta (1972)
- Kunnan jauhot (1973)
- Täysi tuntiraha (1974)
- Nuoruuden savotat (1975)
- Loimujen aikaan (1976)
- Ahdistettu maa (1977)
- Miinoitettu rauha (1978)
- Ukkosen ääni (1979)
- Liekkejä laulumailla (1980)
- Tuulessa ja tuiskussa (1981)
- Tammerkosken sillalla (1982)
- Pohjalta ponnistaen (1983)
- Nuorikkoa näyttämässä (1984)
- Nouseva maa (1985)
- Ratkaisujen aika (1986)
- Pyynikin rinteessä (1987)
- Reissutyössä (1988)
- Oman katon alle (1989)
- Iijoen kutsu (1990)
- Muuttunut selkonen (1991)
- Epätietoisuuden talvi (1992)
- Iijoelta etelään (1993)
- Pato murtuu (1994)
- Hyvästi, Iijoki (1995)
- Pölhökanto Iijoen törmässä (1998)

### Otras
- Ihmisiä telineillä (1958)
- Ennen ruskaa (1964)
- Koillismaa kuvina (1964, Ilustrado por Reino Rinne)
- Viimeinen savotta (1966)
- Nälkämäki (1967)
- Kairankävijä (1968)
- Höylin miehen syksy (1970)
- Susipari (1971)
- Reissumies ja ämmänlänget / Ankara maa (1976 con Annikki Kariniemen)
- Sateenkaari pakenee (1996)
- Juoksuhautojen jälkeen (1997)
- Mustan Lumperin raito (1999)
- Selkosten viljastaja (2000)
- Kannaksen lomajuna (2001)
- Vikke Nilon tarina (2002)
- Isäni Hermanni (2003)
- Riitun poika (2004)
- Ihmisiä Iijoen törmällä (2005)
- Montuissa ja tellingeillä (2006)
- Linjoilla ja linjojen takana (2007)

- Datos: Q636923
- Multimedia: Kalle Päätalo / Q636923